# Mark McGrath

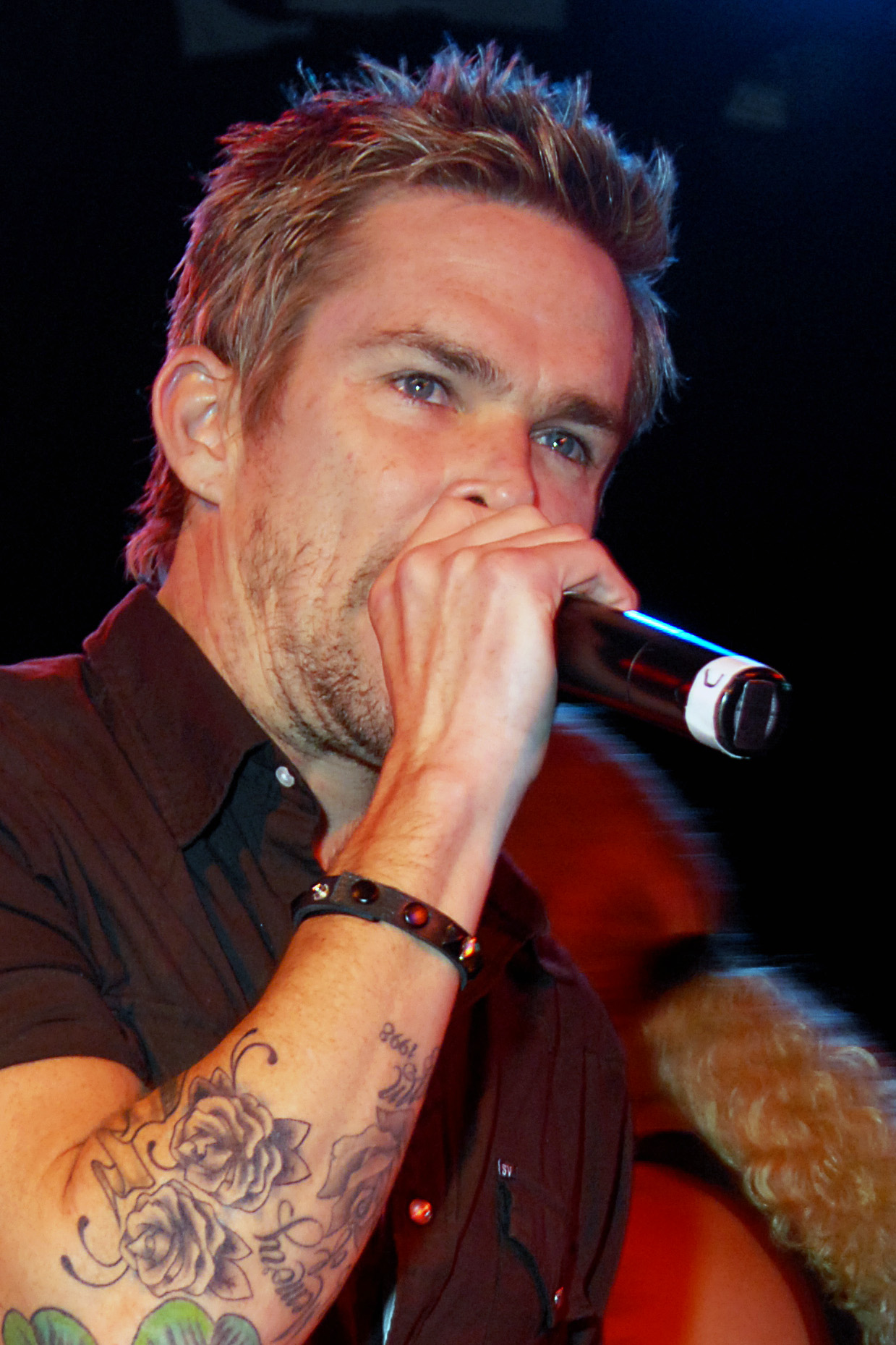
Mark McGrath während eines Auftritts (2009)

Mark Sayers McGrath (* 15. März 1968 in Hartford, Connecticut) ist der Lead-Sänger der US-amerikanischen Rockband Sugar Ray. Zurzeit moderiert er die amerikanische Fernsehshow Extra.

## Leben und Karriere
Er wurde in Hartford geboren, wuchs aber in Kalifornien auf. Er machte seinen High-School-Abschluss an der Corona del Mar High School und studierte dann an der University of Southern California in Los Angeles. Er arbeitete als LKW-Fahrer, bevor er seine ersten großen Erfolge als Musiker hatte.
Vor seiner Moderationstätigkeit hatte er schon einige Gastauftritte in Fernsehserien wie Las Vegas und war im Jahre 2004 Gastjurymitglied bei der Musiksendung American Idol. In Deutschland wurde er vor allem durch das Duett „Party for Two“ mit Shania Twain bekannt. 2014 spielte er Martin Brody in Sharknado 2.
Von März bis April 2021 nahm McGrath als Orca an der fünften Staffel der US-amerikanischen Version von The Masked Singer teil, bei der er den neunten von insgesamt 14 Plätzen belegte.